# Olga Paley
Olga Paley, född 1865, död 1929, var morganatisk gemål till Pavel Aleksandrovitj av Ryssland. 
Hon var dotter till Valerian Karnovich och Olga Vasilyevna Meszaros. 
Hon gifte sig först 1884 med Erich Gerhard von Pistohlkors och fick fyra barn i första äktenskapet. Hon inledde ett förhållande med Pavel Aleksandrovitj av Ryssland, med vilken hon fick en son. Hon tog ut skilsmässa från maken. 1902 gifte sig Paley och Pavel Aleksandrovitj morganatiskt. 
Äktenskapet erkändes inte av tsaren och hon fick ingen titel. 1904 fick hon i stället en titel av Bayerns prinsregent. Äktenskapet godkändes slutligen av tsaren, som gav henne titeln furstinnan Paley 1915. 
Under ryska revolutionen blev maken arresterad. Hon försökte förgäves få honom frigiven. Parets hem konfiskerades, men hon fick tillstånd att bo kvar i det och fungera som guide. Sonen Vladimir Paley dödades i Alapaevsk 1918 och hennes man sköts i januari 1919 i Peter och Paul-fästningen. Därefter flydde hon med sina två döttrar till Finland och bosatte sig senare i Paris. Här gav hon ut en memoarbok om livet i Ryssland 1916–1919 (Souvenirs de Russie), som återutgavs i Ryssland 2005.

## Galleri

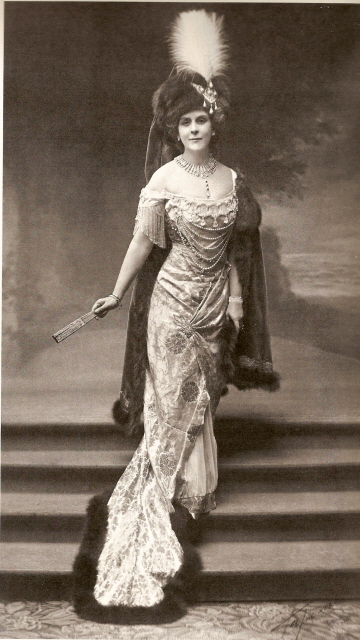
Olga Valerianovna Palej